# هرمان میشل
هرمان میشل (به آلمانی: Hermann Michel) (زاده ۲۳ آوریل ۱۹۱۲ - زمان مرگ نامعلوم) یک پرستار آلمانی در دوره رایش سوم و معاون فرمانده اردوگاه مرگ سوبیبور بود. از سرنوشت او اطلاعی در دست نیست البته فرانتس اشتانگل، فرمانده اردوگاه مرگ سوبیبور، عقیده دارد که او به مصر فرار کرده‌است.